# Ненацкий, Збигнев
Зби́гнев Нена́цкий (пол. Zbigniew Nienacki, настоящее имя Зби́гнев То́маш Нови́цкий (пол. Zbigniew Tomasz Nowicki ; 1 января 1929, Лодзь — 23 сентября 1994, Моронг) — польский писатель.
«Детский Ненацкий» — автор цикла повестей о пане Самоходике (ряд из них экранизирован в Польше, по советскому телевидению шёл сериал «Пан Самоходик и тамплиеры» со Станиславом Микульским в главной роли).
«Взрослый Ненацкий» — автор романов для взрослых. Более известен «Раз в год в Скиролавках» (русский перевод Т. Мачеяк опубликован в журнале «Пульс» в сокращенном варианте) — многоплановое полотно, в котором детективная канва (вопрос о том, кто же маньяк-убийца) отступает на второй план перед блестяще воссоздаваемой канвой жизни обитателей Скиролавок (врача, писателя, священника), бурлящих там страстей и т. п. Второй роман — «Великий лес» — по мнению некоторых поклонников Ненацкого, даже более значительное произведение, чем «Скиролавки» — повествование о человеке, о преображении, о Лесе, способном убить — и возродить.

## Романы

### Пан Самоходик
- Uroczysko (1957)
- Skarb Atanaryka (1960)
- Pozwolenie na przywóz lwa (1961)
- Wyspa Złoczyńców (1964)

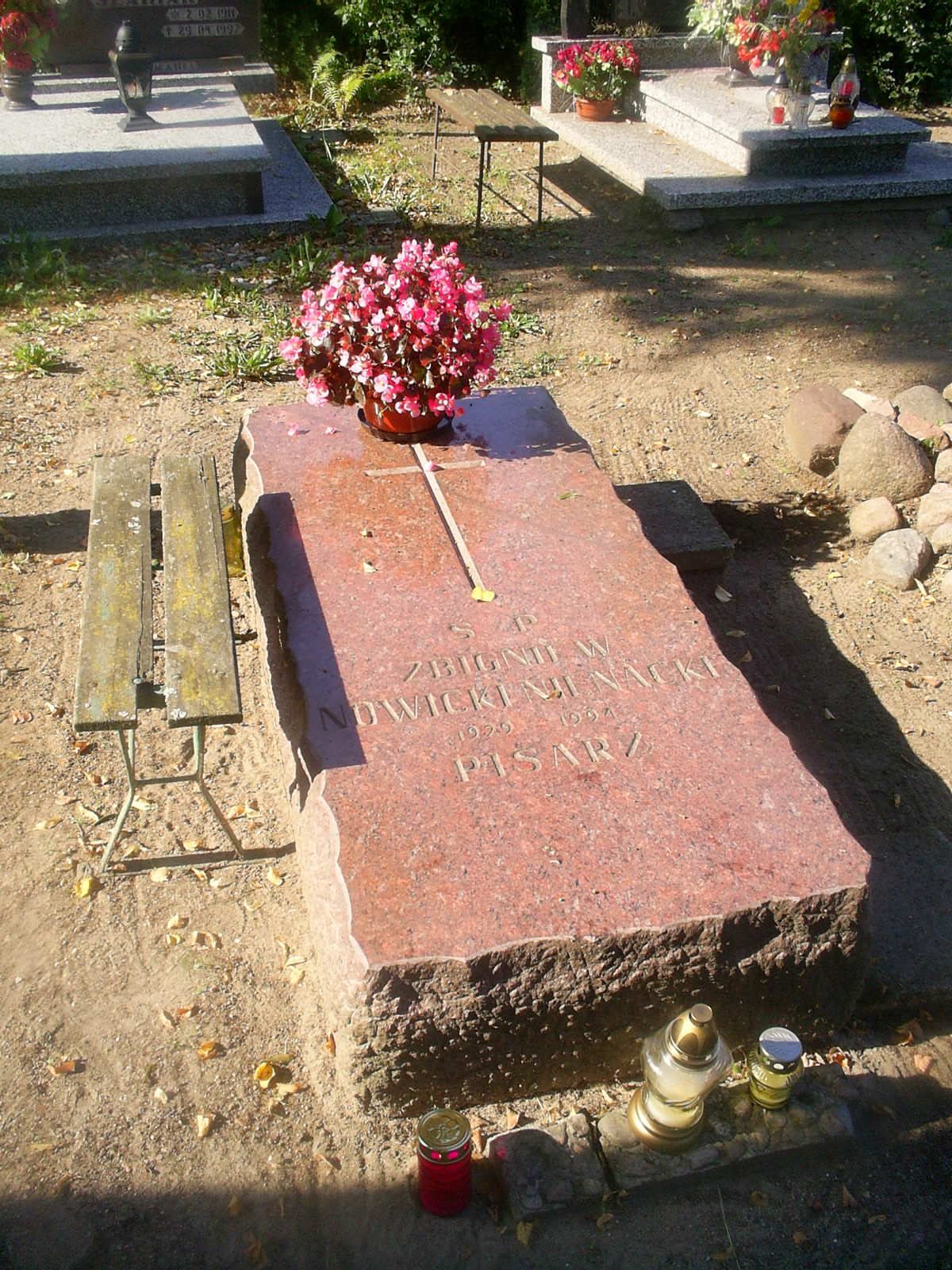
Могила Ненацкого

- Pan Samochodzik i templariusze (Пан Самоходик и тамплиеры, 1966)
- Księga strachów (1967)
- Niesamowity dwór (1970)
- Nowe przygody Pana Samochodzika (1970)
- Pan Samochodzik i zagadki Fromborka (1972)
- Pan Samochodzik i Fantomas (1973)
- Pan Samochodzik i tajemnica tajemnic (1975)
- Pan Samochodzik i Winnetou (1976)
- Pan Samochodzik i Niewidzialni (1977)
- Pan Samochodzik i złota rękawica (1979)
- Pan Samochodzik i człowiek z UFO (1985)
- Pan Samochodzik i nieuchwytny kolekcjoner (1997)

### Романы для взрослых
- Worek Judaszów (1961; в русском переводе — Операция «Хрустальное зеркало», 1966, в антологии «Библиотека приключений в пяти томах. Том 3»)
- Podniesienie (1963; в русском переводе — Пробуждение, 1964, в антологии «Современная польская повесть»)
- Laseczka i tajemnica (1963; в русском переводе — Трость с секретом, 1991—1992, журнал «Пульс»)
- Z głębokości (1964)
- Sumienie (1965)
- Liście dębu (1967—1969)
- Mężczyzna czterdziestoletni (1971)
- Uwodziciel (1978; в русском переводе — Соблазнитель, 2007)
- Raz w roku w Skiroławkach (1983; в русском переводе — Раз в год в Скиролавках, 1991, журнал «Пульс»)
- Wielki las (1987; в русском переводе — Великий лес, 1993, журнал «Пульс»)

### Роман фэнтези
- Dagome iudex (1989—1990; в русском переводе — Я — Даго, 1997—1998)

## Драматургия
- Termitiera (1962)
- Golem (1963)
- Styks (1963—1966)
- Opowieść o Bielinku (1966)